# Stefani Stoeva
Stefani Stoeva (bulgarsk: Стефани Стоева; født 23. september 1995) er en bulgarsk badmintonspiller, der har specialiseret sig i doubler. Hendes nuværende partner er hendes ældre søster, Gabriela Stoeva. Søstrene har vundet nogle titler, herunder guldmedaljer i de europæiske lege 2015 og ved det europæisk mesterskab i 2018.  Stefani Stoeva har også vundet nogle individuelle titler i konkurrence for kvindesingle.